# 聖波斐利教堂空襲
2023年10月19日，位于巴勒斯坦國加沙城的圣波斐利教堂遭到一枚以色列导弹的空袭。当时约500名巴勒斯坦基督徒和穆斯林平民在教堂和周围建筑里避难，空袭造成16名巴勒斯坦平民死亡，教堂建筑坍塌。该希腊东正教堂的历史可以追溯到公元425年，目前主体建筑是12世纪50年代由十字军所建，距今近900年历史，也是当地最古老的希腊东正教堂。
根据以色列军方的说法，空袭的目标是当地哈马斯武装的火箭弹发射场地。因为某些原因其中一枚导弹击中了教堂，造成主体建筑损坏，一座相邻建筑物完全坍塌。

## 背景
圣波斐利教堂坐落于加沙城的旧城区，得名于当时的加沙主教加萨的波斐利。公元425年，这里就建造了一座教堂，目前教堂的主体建筑是12世纪50至60年代由十字军所建，在建成后十字军把它献给了主教波斐利。15世纪的记录显示，教堂奉献仪式也能够证明该教堂是献给圣母玛利亚的。
2014年7月，这座教堂就曾受到以色列国防军的轰炸，但所造成的损失不大。当时这座教堂同样接纳了加沙城内躲避空袭的平民。

## 空袭
根据巴勒斯坦官方的声明，以色列国防军的轰炸发生时，整个教堂和附属建筑范围内，里共有约500名平民再此避难，其中既有基督徒，也有穆斯林。被导弹直接命中的两层建筑里有约100人。在以色列军方最初的报告里，空军的战斗机击中的是附近哈马斯的指挥控制中心。
一段空袭发生过后的新闻画面显示，一个受伤的小男孩从废墟中被救出，并抬上担架。另一段视频显示搜救人员在瓦砾废墟中搜寻伤者。

## 伤亡
16名巴勒斯坦平民在空袭中丧生。当地的社区人员表示，大多数死难者事发时都在坍塌建筑的下层，而生还者都位于建筑的二楼。

## 反应
耶路撒冷希腊正教牧首区对空袭表示强烈谴责，并指责这是以色列空军针对平民和儿童所犯下的战争罪。
教宗方济各在一份呼吁停止战争的声明中提及此次空袭。他呼吁以色列不要阻挡人道救援进入加沙地区，也呼吁哈马斯尽快释放俘虏的人质。
美国前众议员贾斯汀·阿马什声明他的几位亲人在空袭中被炸身亡。